# Scinax x-signatus
Scinax x-signatus, também conhecida como perereca-de-banheiro, é uma espécie de anfíbio da família Hylidae. Pode ser encontrada na Venezuela, Guiana, Suriname, Brasil e Colômbia. Hábita áreas de caatinga.